# NGC 2212
NGC 2212 ist eine Linsenförmige Galaxie vom Hubble-Typ SB0/a im Sternbild Großer Hund südlich des Himmelsäquators. Sie ist schätzungsweise 83 Millionen Lichtjahre von der Milchstraße entfernt und hat einen Durchmesser von etwa 35.000 Lichtjahren. Vermutlich bildet sie gemeinsam mit NGC 2211 ein gravitativ gebundenes Galaxienpaar.
Das Objekt wurde am 11. Dezember 1885 von Francis Leavenworth entdeckt.